# Willy Verginer
Willy Verginer (* 23. Februar 1957 in Brixen, Südtirol) ist ein italienischer Holzbildhauer.

## Leben
Verginer studierte an der Kunstschule St. Ulrich (1971–1974). Er absolvierte Praktika in mehreren Holzbildhauerwerkstätten und bildete sich autodidaktisch weiter. Er stellte seine Werke und Werkgruppen seit den 1980er Jahren sowohl in seiner Heimat als auch international aus, so zum Beispiel 2009 im  italienischen Vicenza in der Galerie AndreA Arte ContemporaneA oder im Museo di arte moderna e contemporanea di Trento e Rovereto (MART) in Rovereto in der Provinz Trient.
Der Norditaliener Willy Verginer bevorzugt in seiner Bildhauerei Holz, ein natürliches Material, um seine Skulpturen und entfremdende Installationen zu schaffen. Von seiner Tradition der Grödner Holzschnitzerei gelöst, hat er einen eigenständigen Stil gefunden.
Verginer lebt und arbeitet im Sudtiroler Ort St. Ulrich in Gröden (italienisch: Ortisei).